# Киришская улица
Ки́ришская улица — улица в Калининском районе Санкт-Петербурга. Соединяет Гражданский проспект и улицу Руставели, пролегая южнее проспекта Просвещения.
Протяжённость улицы — 750 м.

## История
Улица получила название 27 июля 1970 года в честь города Кириши Ленинградской области.

## Здания и сооружения
Чётная сторона:
- дом 2 — ФГУП НПО «Импульс», часть помещений которого сдается в аренду[2]

бизнес-центр[уточнить]
- дом 2А — ТК «Рубикон»
- дом 4 — центр раннего детского развития

Нечётная сторона:
- дом 5/2 — поликлиническое детское отделение № 59, интегрированное отделение раннего лечения и абилитации младенцев
- дом 5/3 — ГУЗ поликлиника городская № 86

## Транспорт
- метро: «Гражданский проспект» (160 м)
- автобусы: № 93, 121, 139 (остановки на Киришской улице отсутствуют)
- железнодорожная платформа Новая Охта (500 м)

## Пересекает следующие улицы и проспекты
С востока на запад:
- Гражданский проспект (прямого выезда нет, въезд и выезд осуществляется через идущий параллельно проезд-дублёр («карман»))
- улица Черкасова
- улица Руставели